# Ponoćno sivo (2014.)
Ponoćno sivo je kratki film redatelja Branka Ištvančića iz 2014., snimljen po romanu Ponoćno sivo Josipa Mlakića. Žanrovski je ratni dramski triler. Uloge igraju Aleksandar Bogdanović, Slaven Knezović, Đorđe Kukuljica, Nikša Kušelj i Jasmin Telalović. Snimljen u produkciji Artizana Film.

## Radnja
Radnja se zbiva u vrijeme hrvatsko-bošnjačkog sukoba. Skupina vojnika HVO tražeći alkohol ušli su u razbijeni kafić smješten na bojišnici prema snagama ARBIH.

## Festivali
Prikazan na Mediteranskom festivalu kratkog filma u Tangeru 2015. godine.

## Vanjske poveznice
- Ponoćno sivo u internetskoj bazi filmova IMDb-a